# Alonzo Bodden
Pour les articles homonymes, voir Boden (homonymie).
Alonzo Bodden (né le 13 juin 1962) est un acteur et scénariste américain.

## Filmographie

### Acteur
- 2000 : Power Rangers Lightspeed Rescue - Titanium Ranger: Curse of the Cobra (vidéo) : Thunderon (voix)
- 2003 : Bronx à Bel Air (Bringing Down the House) : Bear
- 2004 : The Girl Next Door (The Girl Next Door) : Steel
- 2004 : Straight Eye for the Whipped Guy (série TV) : Co-Host (2004-Présent)
- 2005 : Totally High (série TV)
- 2006 : Scary Movie 4 de David Zucker : Jamison

### Scénariste
- 2004 : Straight Eye for the Whipped Guy (série TV) : Co-Host (2004-Présent)